# جون فيليب ماتيتا
جون فيليب ماتيتا (بالفرنسية: Jean-Philippe Mateta)‏ (28 يونيو 1997 بفرنسا - ) هو لاعب كرة قدم فرنسي في مركز الهجوم. لعب مع أولمبيك ليون.

## وصلات خارجية
- جون فيليب ماتيتا على موقع الاتحاد الأوربي (الإنجليزية)
- جون فيليب ماتيتا على موقع رابطة كرة القدم الفرنسية للمحترفين (الإنجليزية)
- جون فيليب ماتيتا على موقع إي إس بي إن إف سي (الإنجليزية)
- جون فيليب ماتيتا على موقع قاعدة بيانات كرة القدم.إي يو (الإنجليزية)
- جون فيليب ماتيتا على موقع ليكيب (الفرنسية)
- جون فيليب ماتيتا على موقع Soccerbase.com (لاعب) (الإنجليزية)
- جون فيليب ماتيتا على موقع Soccerway.com (الإنجليزية)
- جون فيليب ماتيتا على موقع عالم كرة القدم.نت (الإنجليزية)
- جون فيليب ماتيتا على موقع اللجنة الأولمبية الدولية (الإنجليزية)
- جون فيليب ماتيتا على موقع AS.com (الإسبانية)